# Milawata-Brief
Der sogenannte Milawata-Brief (auch Millawata-Brief; CTH 182; KUB 19.55 + KUB 48.90 + KBo 18.117) ist ein stark fragmentierter Brief, der in der 2. Hälfte des 13. Jahrhunderts v. Chr. von einem hethitischen Großkönig, sehr wahrscheinlich Tudhalija IV., verfasst wurde. Adressat war ein untergebener Herrscher in Westanatolien, dessen Name sich nicht erhalten hat. Der Brief ist benannt nach der in dem Brief erwähnten Stadt Milawata (= Millawanda, sehr wahrscheinlich Milet), deren Grenzen im Einvernehmen zwischen Absender und Empfänger neu festgelegt worden waren. Anlass des Schreibens scheint vor allem die geplante Rückführung des gestürzten Walmu auf den Thron des hethitischen Vasallenstaats Wiluša zu sein. Der Brief wird in der Forschung als eine der wichtigsten Quellen für die politische Situation des damaligen Westanatolien angesehen. Der in Hethitisch verfasste Brief ist jünger als drei weitere sehr bekannte Dokumente aus den königlichen Archiven von Ḫattuša, die sich mit Themen und Personen befassen, die mit denen im Milawata-Brief identisch sind oder mit ihnen verbunden werden können: der Alaksandu-Vertrag, der Manapa-Tarḫunta-Brief und der Tawagalawa-Brief. Die derzeit wohl vorherrschende Meinung hält Tarkasnawa von Mira für den wahrscheinlichsten der denkbaren Empfänger, jedoch wird auch oft vertreten, dass der Empfänger in Milawata saß. Einige Wissenschaftler legen sich diesbezüglich nicht fest. Dem Text sind Informationen zu bedeutsamen Entwicklungen und einschneidenden Veränderungen zu entnehmen, die sich während der Spätphase des hethitschen Großreichs im Westen Kleinasiens ereigneten.
Obwohl das Land Aḫḫijawa im erhaltenen Text nicht erwähnt wird, zählt der Brief traditionell zu den sogenannten Aḫḫijawa-Texten. So ist ihm als AHT 5 auch ein eigenes Kapitel in Beckman–Bryce–Cline The Ahhiyawa Texts gewidmet. Grund dafür ist vor allem die Erwähnung der Stadt Milawata, die lange unter Oberhoheit von Aḫḫijawa stand, aber auch die Erwähnungen von Pijamaradu und Wiluša, die auch in Texten vorkommen, in denen Aḫḫijawa eine wichtige Rolle spielt.

## Fund- und Forschungsgeschichte
Dem Brief konnten bisher drei Fragmente – ein großes und zwei kleine – einer vorder- und rückseitig sowie an den Schmalseiten in Keilschrift beschriebenen Tontafel zugeordnet werden. Das große und eines der beiden kleineren Fragmente wurden Anfang des 20. Jahrhunderts im Grabungsschutt, während der Ausgrabung der hethitischen Hauptstadt Ḫattuša entdeckt. Die Zugehörigkeit zum Brief des zweiten kleineren zu den beiden bekannten Fragmente (KUB 19.55, KBo 18.117) erkannte erst Anfang der 1980er Harry Angier Hoffner, Jr., der feststellte, dass es an den Bruchkanten exakt mit dem großen Fragment zusammenpasst und der seine Entdeckung sowie eine Übersetzung des dadurch vervollständigten Teils des Briefs 1982 publizierte. Zuvor wurde das größere Fragment auch schon als „Milawata-Brief“ (bzw. „Milavata-Brief“) bezeichnet.
Erste ausführliche Übersetzungen und Textuntersuchungen erfolgten durch Emil O. Forrer 1929 und Ferdinand Sommer 1932; jedoch konnte der Text nur in relativ geringem Umfang interpretiert werden, da rechts mehr als die Hälfte der Tafel fehlte, so dass sämtliche Zeilen nicht einmal zur Hälfte erhalten waren. Sommer bemerkte daher: „Der Versuch nach einer auch nur annähernd völligen Wiederherstellung des Gesamttextes wäre unter diesen Umständen eine Tollkühnheit, die auch Forrer vermieden hat.“ Durch die Entdeckung Hoffners und die Zusammensetzung der beiden Fragmente konnten mindestens zehn Zeilen der Rückseite und fünf Zeilen der Unterkante vervollständigt werden, wonach einige wichtige Passagen verstanden und (neu) interpretiert werden konnten, wie schon die erste Neuübersetzung des Briefs, 1982 ebenfalls durch Hoffner, zeigte. So wurde durch die Ergänzung z. B. klar, dass der auf KUB 19.55 mehrmals genannte Walmu ein König von Wiluša war. Nach Hoffners Anpassung erfolgten zahlreiche weitere Interpretationen der erhaltenen Teile des Briefs, insbesondere zur Frage des Empfängers (s. u.). Auch nach der Ergänzung des Briefs durch das Berliner Fragment ist die Tafel sehr unvollständig, die erhaltenen Teile z. T. beschädigt, so dass einige längere Passagen weiterhin fehlen, andere aufgrund von Beschädigungen des erhaltenen Textes nicht verständlich sind. 2012 wurde durch Mark Weeden die Zugehörigkeit eines 1963 bei Nachgrabungen im Schutt der Ausgrabungen von Hugo Winckler am Tempel I von Ḫattuša ans Licht gekommenen, weiteren kleinen Fragments zum Milawata-Brief entdeckt. Durch dieses konnten die Namen zweier erwähnter Ortschaften ergänzt werden.

## Inhalt
Die Inhaltsangabe folgt, wenn nicht anders angegeben, der Übersetzung von Beckman et al. ebenso die Paragraphen- und Zeilenangaben.
Auf lange Grußformeln zu Beginn des Briefs verzichtend, erinnert der hethitische Großkönig (= „Meine Sonne“) den Empfänger, dass er ihn, „ein(en) gewöhnlicher Mensch(en=)“ (§ 2, Zeile 2), zum Herrscher über das Gebiet bestimmt hat, das zuvor von dessen Vater regiert wurde. Der Empfänger, der hier und an weiteren Stellen mit „mein Sohn“ angeredet wird, habe ihn, den Großkönig, als Oberherrn anerkannt. Daraufhin erinnert der Verfasser in einem stark lückenhaft erhaltenen Abschnitt an die Rebellion des Vaters des Empfängers, der die Grenzen seines Herrschaftsbereichs überschritten und offenbar vom Hethiterreich beanspruchte Gebiete und Städte angegriffen hatte, bis der Großkönig gegen ihn vorging. Den Empfänger habe er aber in brüderlicher Weise behandelt. Nochmals erinnert der Absender an den geleisteten Eid, mit dem der Empfänger ihn (den hethitischen Großkönig) als Oberherren anerkannt und Loyalität geschworen hat.
In den lückenhaften §§ 3 und 4 ist nochmals von Verfehlungen des Vaters die Rede, verbunden mit der Mahnung an den Empfänger, nicht die gleichen Fehler zu begehen. Der Vater habe (was sich aus späteren Passagen ergänzen lässt) Geiseln in den Städten Atrija und Utima genommen und sich geweigert, sie freizulassen. Sie sollen nun endlich freigelassen werden. In § 5, von dem nur die ersten drei Zeilen teilweise erhalten sind, erfährt man, dass der Vater dem Großkönig immer feindlich gesinnt (gewesen) sei, und – nach der Übersetzung von Beckman et al. – inzwischen verstorben war. Zeitpunkt und Umstände des eventuellen Todes werden nicht genannt oder entsprechende Passagen sind nicht erhalten. Es folgt eine Lücke von 15 bis 20 Zeilen.
Im stark fragmentierten § 6 ist von einer Angelegenheit um einen gewissen Agapurušija die Rede, der aus keinem anderen Text bekannt ist. In diesem Zusammenhang wird von der Herausgabe eines Flüchtlings gesprochen, zu der geleistete Eide verpflichten, woran der Großkönig den Empfänger erinnert, den er vorher zitiert. Er bemerkt in diesem Zusammenhang, dass der Vater einen Priester aus der Stadt Talwišuwanta(?) offenbar nicht festnehmen konnte, da dieser entkommen war, und den Großkönig um Auslieferung des Flüchtigen bat. Es folgt die rhetorische Frage „Habe ich ihn ihm nicht (ausgeliefert)?“ Aufgrund der Lücken sind Lesung, Ergänzungen und Interpretation dieser Passage schwierig. Nun kommt der Großkönig zurück auf Agapurušia (es ist nur der Beginn eines Konditionalsatzes und der Name in der Zeile erhalten) und erwähnt in der folgenden Zeile 10 Pijamaradu, der aus mehreren anderen Dokumenten gut bekannte Feind der Hethiter, der jahrzehntelang immer wieder hethitische Vasallen oder Regionen, die der Hethiterkönig beanspruchte, angriff. Außer dass seine Erwähnung offenbar Geschehnisse in der Vergangenheit betrifft („In der Zeit als Pijamaradu…“, $ 6 Zeile 10) und seine Erwähnung wohl in Zusammenhang mit der Angelegenheit um Agapurušija steht, ist dem erhaltenen Text unmittelbar nichts Konkretes zu Pijamaradu zu entnehmen. Danach wird wieder Agapurušija erwähnt. Es folgt eine Lücke von 15–20 Zeilen.
In § 7 kommt der Großkönig zum wahrscheinlichen Hauptanliegen seines Briefs: Zur Zeit des Schreibens befand sich Walmu, König von Wiluša, beim Empfänger, nachdem Walmu von seinem Thron gestürzt worden war. Die genauen Umstände dieses Umsturzes sind dem Text nicht zu entnehmen. Der Absender erkennt den neuen Herrscher von Wiluša jedenfalls nicht an. Zusammen mit dem Brief wurde Kuwalana-ziti, ein hoher Beamte des Hofs, zum Empfänger geschickt, der beschriebene Holztafeln mit sich führte, die die Rechtmäßigkeit des Thronanspruchs Walmus attestieren sollten. Tudḫalija fordert den Empfänger auf, Walmu zu ihm (Tudhalija) zu schicken, damit er ihn anschließend wieder als König von Wiluša einsetzen kann, und Walmu so auch künftig wieder kulawanis-Vasall beider Herrscher sei. Dabei ist die Bedeutung von „kulawanis“ unklar.
Der Großkönig erinnert im nächsten Paragraphen daran, dass die Grenzen von Milawata, in gemeinsamen Einvernehmen (neu) festgesetzt wurden (die Lesung und Interpretation des Verbs ist umstritten, s. unten!).
Im letzten, wieder teilweise nur stark lückenhaft erhaltenen § 9 des Briefs geht der Verfasser nochmals auf verschiedene Verfehlungen des Vaters des Empfängers ein. Er habe ihm (dem Großkönig) immer Unglück gewünscht, sei hauptverantwortlich für einige unglückliche Affären, hätte Tudḫalijas Bedienstete verhöhnt und offenbar auch (in einem unklaren Zusammenhang) über die Stadt Arinna gespottet. Bei dieser Aufzählung kommt der Verfasser erneut auf den Austausch von Gefangenen zu sprechen. Offenbar waren die Menschen, die der Vater in Atrija und Utima als Geiseln genommen hatte, vom Empfänger des Briefs immer noch nicht übergeben worden. Dies, obwohl der Großkönig inzwischen in Vorleistung getreten war und Gefangene aus Awarna und Pinali im vereinbarten Austausch freigelassen hatte. Hier bricht der Text ab, die letzten Zeilen des Briefs sind nicht erhalten.

## Historischer Kontext
Im 13. Jahrhundert v. Chr. gehörte das Hethiterreich zu den ostmediterranen Großmächten und beherrschte große Teile Kleinasiens sowie Syriens. Nicht unter hethitischer Kontrolle waren der Norden Anatoliens – die dort lebenden Kaškäer stellten stets eine latente Bedrohung für das hethitische Kernland dar – sowie die Lukka-Länder im westlichen Südanatolien, die nie längerfristig unterworfen werden konnten. Im späten 14. Jahrhundert v. Chr. hatte Muršili II. das Arzawareich zerschlagen, das – während einer Schwächeperiode des Hethiterreichs – im 14. Jahrhundert v. Chr. kurzzeitig Führungsmacht in Kleinasien war. An seiner Stelle wurden die Vasallenstaaten Mira (mit Kuwalija), Šeḫa und Ḫapalla geschaffen, deren Herrscher vom hethitischen Großkönig eingesetzt wurden und ihm untergeben waren.
Als weiterer Vasall im Westen kam ca. 1280 v. Chr. Wiluša hinzu, dessen König Alakšandu einen Vertrag mit Muwatalli II. abschloss. Wiluša wird von der derzeit vorherrschende Forschungsmeinung mit dem homerischen Ilios in Verbindung gebracht und folglich in der Troas lokalisiert. jedoch ist dies unsicher und wird von einigen Forschern, die Wiluša wesentlich weiter südlich vermuten, abgelehnt. Der Anlass für die Unterwerfung unter hethitische Oberherrschaft ist unbekannt; der Vertrag enthält nur die Information, dass Muwatalli zuvor militärisch zugunsten Wilušas eingriff. Es gibt in hethitischen Texten nur wenig konkrete Informationen zu Wiluša. Im Tawagalawa-Brief, der Ḫattušili III. zugeschrieben wird, ist von einem Konflikt um Wiluša zwischen dem hethitischen und dem aḫḫijawischen Herrscher die Rede, der aber beigelegt wurde.
Muršili II. griff ca. 1315 v. Chr. vermutlich auch Millawanda an, das von der stark vorherrschenden Forschungsmeinung mit Milet gleichgesetzt wird und ein Vorposten Aḫḫijawas in Kleinasien war. Eine Brandschicht aus dem späten 14. Jahrhundert v. Chr. in Milet wird mit dem Feldzug Mursilis in Verbindung gebracht. Milet war ab dem späten 15. Jahrhundert v. Chr. stark von der mykenischen Kultur geprägt und blieb es auch nach Wiederaufbau der Stadt. Dies passt zu hethitischen Quellen, wonach Millawanda zumindest um die Mitte des 13. Jahrhunderts v. Chr. wieder unter der Vorherrschaft Aḫḫijawas stand.
Das Verhältnis zwischen dem Hethiterreich und Aḫḫijawa war im 13. Jahrhundert zeitweise angespannt, zumal Aḫḫijawa die Aktivitäten Pijamaradus deckte oder gar initiierte, der über Jahrzehnte immer wieder hethitische Vasallen oder Gebiete, auf die der hethitische Großkönig Anspruch erhob, überfiel. Dennoch war die hethitische Seite offenbar bestrebt, Konflikte auf diplomatischem Weg zu lösen, wie vor allem der Tawagalawa-Brief zeigt, in dem sowohl der Empfänger – ein unbekannter Herrscher Aḫḫijawas – als auch dessen Bruder und Vorgänger oder Mitregent als „Großkönig“ (LUGAL.GAL) und Bruder bezeichnet werden. Umgekehrt wurde auch der Empfänger (vermutlich Muwatalli II.) in einem Brief (CTH 183) eines Herrschers Aḫḫijawas als Bruder angeredet.

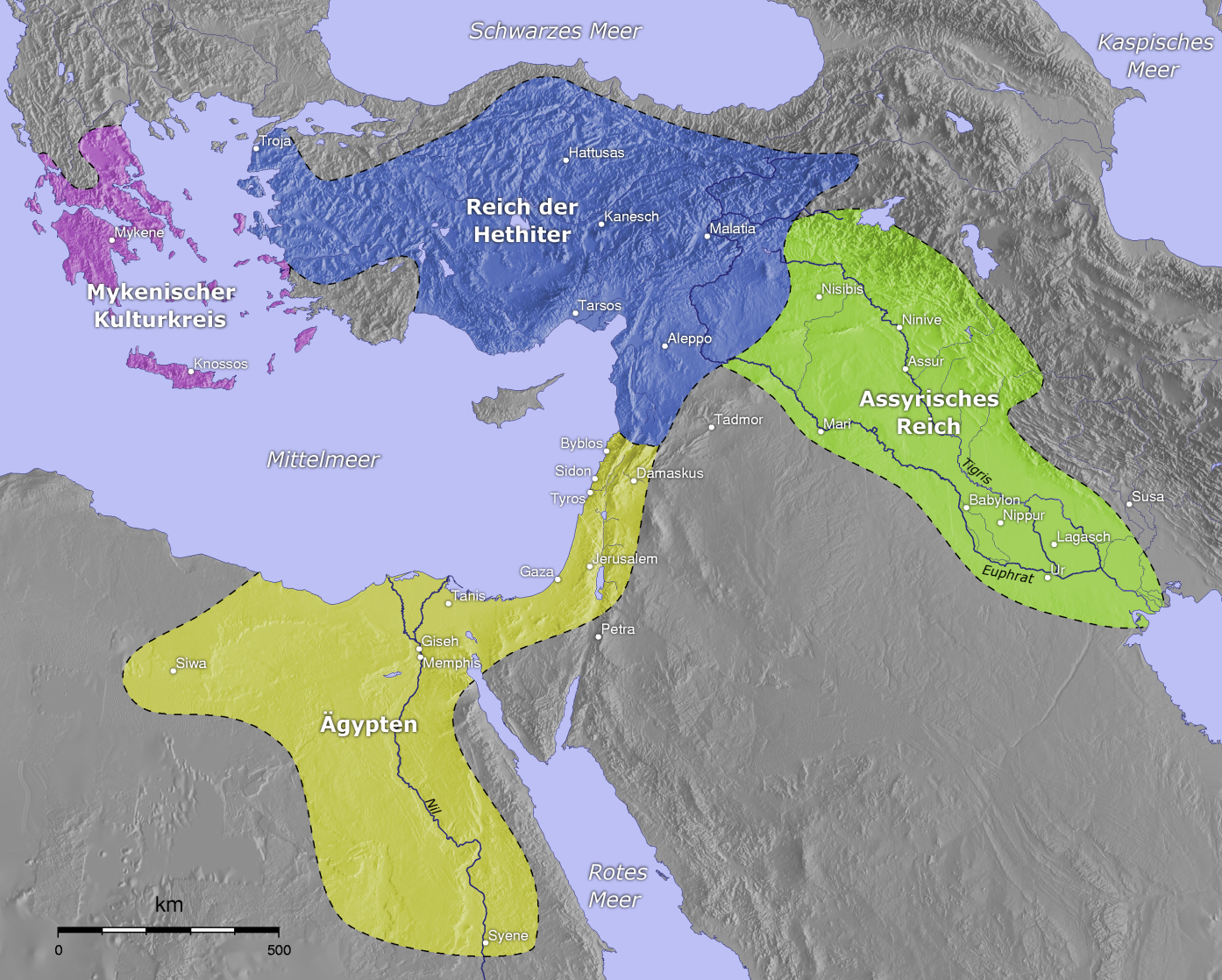
Östlicher Mittelmeerraum um 1230/20 v. Chr. Die assyrische Eroberung Babyloniens ist hier schon dargestellt, die mutmaßliche hethitische Vorherrschaft über Milet jedoch nicht.

Ḫattušili III. verdrängte ca. 1265 v. Chr. seinen Neffen Muršili III. vom Thron, weshalb er und seine Nachkommen damit rechnen mussten, dass Muršilis Nachkommen versuchen würden, wieder an die Herrschaft zu gelangen. Kurunta, einen Bruder des gestürzten Muršili III., versuchte Ḫattušili zu besänftigen, indem er ihm die Herrschaft über das südkleinasiatische Tarḫuntašša übertrug und ihm den Status eines Vizekönigs einräumte. Dieser Vertrag wurde kurz nach Beginn der Herrschaft Tudḫalijas IV., Ḫattušilis Sohn, erneuert und einige Bestimmungen großzügiger für Kurunta ausgelegt. Er wurde u. a. auf der 1986 in der Hauptstadt entdeckten Bronzetafel aus Bogazköy festgehalten. Aus der Zeugenliste geht hervor, dass um 1236 v. Chr. Bentešina noch Vasallenkönig in Amurru (Syrien) war, Alantalli ihn Mira und Mašturi Vasallenkönig in Šeḫa. Während über Länge und Details Alantallis’ Herrschaft nichts aus hethitischen Quellen zu entnehmen ist, wurde in Amurru noch in der ersten Hälfte der Regierungszeits Tudḫalijas Šaušgamuwa, der Sohn Bentešinas neuer Vasallenherrscher. Masturi verstarb entweder kinderlos oder wurde gestürzt; sein Nachfolger Tarḫunnaradu rebellierte gegen das Hethiterreich, so dass Tudḫalia IV. militärisch eingriff, Tarḫunnaradu besiegte, ihn und seine Familie nach Arinna deportierte und ein Mitglied der früheren Herrscherfamilie als neuen Vasallenkönig einsetzte. Der Aufstand von Tarḫunnaradu wurde von Aḫḫijawa unterstützt; wie diese Unterstützung aussah, ist unbekannt. Von diesen Geschehnissen berichtet ein königliches Edikt Tudḫalijas (CTH 211.4; KUB 23.13)
In Assyrien kam ca. 1233 v. Chr. Tukulti-Ninurta I. an die Macht und betrieb sofort eine Expansionspolitik. Zunächst dehnte er das Assyrerreich nach Nordwesten hin aus. Als er nach ersten Eroberungen – trotz Warnungen Tudḫalijas – Nairi angriff, schritt der hethitische Großkönig militärisch ein, kassierte in der Schlacht von Niḫrija aber eine Niederlage. Offenbar verzichtete Tukulti-Ninurta danach aber darauf, weiter nach Westen zu ziehen, und wandte sich später der Eroberung Babyloniens zu, dessen Hauptstadt Babylon er ca. 1223 v. Chr. eroberte. Da er sich anschließend hauptsächlich um innenpolitische Angelegenheiten kümmerte, vor allem um Bauprojekte in seiner neuen Hauptstadt Kar-Tukulti-Ninurta, ging für das Hethiterreich durch Assyrien nun vermutlich keine konkrete Gefahr mehr aus. Ein ca. 1210 v. Chr. datierter Brief Tukulti-Ninurtas an den hethitischen Herrscher (KBo 28.61-64) belegt, dass sich Assyrien einerseits durch Babylon, andererseits durch Suḫû in Bedrängnis sah.
Einen offenbar erfolgreichen Feldzug führte Tudḫalija IV. gegen die im Südwesten Kleinasiens gelegenen Lukka-Länder, von dem unter anderem die Yalburtinschriften berichten. Unter den von ihm eroberten Orten werden auch die im Milawatabrief erwähnten Städte Awarna und Pinali genannt.

## Verfasser und Empfänger sowie Datierung des Briefs
Weder der Name des Verfassers noch der des Empfängers sind auf dem Dokument erhalten. Zwar gibt es für die Identität beider keinen festen Beweis, doch herrscht in der Forschung aufgrund mehrerer Indizien Konsens, dass der Verfasser Tudḫalija IV. war. Wesentlich unsicherer und strittig ist die Identität des Empfängers.

### Verfasser
Aus dem Brief geht eindeutig hervor, dass der Absender ein hethitischer Großkönig war. Ferner ist aus dem erwähnten Vasallenstatus von Wiluša zu erschließen, dass der Brief jünger als der Alaksandu-Vertrag (CTH 76) ist, der ca. 1280 v. Chr. geschlossenen wurde. Bei Walmu muss es sich also um einen Nachfolger Alaksandus auf dem Thron von Wiluša handeln. Einen weiteren Datierungsansatz bietet die Erwähnung Pijamaradus, der in verschiedenen Dokumenten des 13. Jahrhunderts v. Chr. begegnet. Seine Aktionen gegen das Hethiterreich werden vor allem im Manapa-Tarḫunta-Brief, der zumeist in die Zeit Muwatallis II. datiert wird, und im Tawagalawa-Brief ausführlich geschildert. Dass in Zusammenhang mit Pijamaradu in § 6 des Milawata-Briefs offenbar Geschehnisse aus der Vergangenheit geschildert werden, lässt darauf schließen, dass zumindest ein Teil seiner Aktionen bereits längere Zeit zurückliegt. Der nach ganz vorherrschender Meinung geänderte Status von Milawata/Millawanda (s. u.), das zur Zeit des Tawagalawa-Briefs dem Herrscher von Aḫḫijawa unterstand, nun aber unter Oberhoheit der Hethiter gelangt war, ist ein wesentlicher Anhaltspunkt dafür, dass der Milawata-Brief jünger als der Tawagalawa-Brief sein muss. Einen wichtigen Hinweis für die Datierung bilden die mehrmaligen Erwähnungen von Awarna und Pinali, Städte in den Lukka-Ländern, in denen der Großkönig Geiseln genommen hatte. Die beiden Siedlungen werden auch auf den Yalburt-Inschriften als Städte erwähnt, die Tudḫalija IV. bei seinem Feldzug gegen die Lukka-Länder einnahm. Awarna und Pinali sind zudem auf Inschriften in Emirgazi erwähnt, die wahrscheinlich denselben Feldzug beschreiben und auf die schon verwiesen wurde, als die Inschriften von Yalburt noch nicht bekannt waren.
Außer inhaltlichen Erwägungen sprechen auch stilistische Merkmale für eine Datierung in die Zeit dieses Herrschers. In der Forschung besteht aus diesen Gründen mittlerweile Konsens, dass der Absender des Briefs Tudḫalija IV. ist, der von ca. 1237 bis ca. 1215 oder 1209 v. Chr. regierte.

### Empfänger
Zur Identität des Empfängers gab und gibt es unterschiedliche Meinungen. Bis heute ist nicht gesichert, wer sich dahinter verbirgt. Schon aus der knappen, einzeiligen Einleitung („So spricht seine Majestät zu [...]“ – der Rest der Zeile ist nicht erhalten), die keine Grüße oder guten Wünsche enthält, wird klar, dass der Adressat als Untergebener angesehen wurde. Die Anrede „mein Sohn“ an anderen Stellen des Briefs kann nicht bedeuten, dass der Empfänger leiblicher Sohn des Absenders ist, denn über den Vater des Adressaten wird im Brief mehrmals berichtet. Ob diese Anrede herablassend zum Ausdruck bringen soll, dass der Angesprochene Untergebener (Vasall) ist oder eine tatsächliche Verbindung des Empfängers zur königlichen Familie in Ḫattuša durch Einheirat in die königliche Familie und/oder Adoption durch den Großkönig bestand, ist strittig. Hawkins vermutet, aus der Anrede könnte geschlossen werden, dass der Empfänger deutlich jünger als der Verfasser war.
Eine nicht unerhebliche Bedeutung bzgl. des Aufenthaltsorts des Empfängers kommt dem Verb in § 8, Zeile 45 zu, in der angegeben wird, was mit den Grenzen Milawatas geschah. Ferdinand Sommer vermutete als (das damals noch fehlende) Verb „(Als ich, meine Majestät, und Du, mein Sohn, die Grenzen von Milawata) festgelegt haben“. Nach der Ergänzung des Texts durch Fragment KUB 48.90 deutete Hoffner das nun erkennbare Zeichen als das selten vorkommende Logogramm DU, das normalerweise „stehen“ meint, dem er hier aber eine andere, aus dem Akkadischen (TUM) abgeleitete Bedeutung „wegnehmen“ („to carry off“) zuweist, in dem Sinne, dass die Grenzen von Milawata von außen neu festgelegt oder das Gebiet von Milawata gar aufgeteilt wurde, nachdem Verfasser und Empfänger des Briefs Milawata angegriffen und erobert hatten. Nachdem er anfänglich dieser Deutung zugestimmt hatte, widersprach Güterbock 1984 dieser Lesung und deutete das Zeichen als das häufiger vorkommende Logogramm GIN in der Bedeutung „festlegen“ („establishes (the border)“), womit er zu einer ähnlichen Lesung kam, wie 1932 bereits Sommer bei seiner vermuteten Ergänzung. Von der Deutung des Verbs hängt ab, ob der Empfänger des Briefs in Milawata lebte (wenn die Grenzen in Konsens mit dem hethitischen Großkönig von innen (Milawata) neu festgelegt wurden) oder nicht. Falls die Änderung von außen geschah, das Gebiet von Milawata also aufgeteilt wurde, kann der Empfänger nicht in Milawata geherrscht haben.
Aktuell werden in der Forschung hauptsächlich Tarkasnawa von Mira sowie ein Vasall in Milawata als Empfänger des Briefs erwogen. Diese beiden Thesen werden daher im Folgenden ausführlicher behandelt, anschließend noch auf Mindermeinungen und frühere Thesen kurz eingegangen.

#### Empfänger in Milawata
Von mehreren Forschern wurde bzw. wird vertreten, dass der Empfänger ihn in Milawata saß. Diese Theorie rief vor allem Trevor Bryce 1985 ins Leben, der diese auch noch bei der Erstauflage seines Werks The Kingdom of the Hittites. (1999) vertrat, zusätzlich gestützt auf die oben erwähnte Lesung Güterbocks, dass die Grenzen von Milawata neu festgelegt wurden. Allerdings folgt Bryce seit der 2. Auflage seines Werks (2005) weitgehend der Theorie John David Hawkins’, der Empfänger sei Tarkasnawa von Mira. Die Meinung, dass der Empfänger in Milawata saß, wird allerdings weiterhin von einigen anderen Wissenschaftlern favorisiert. Dabei wird vor allem ein Nachfolger des Atpa, womöglich dessen Sohn (so ursprünglich Bryce), erwogen. Atpa war zumindest zur Zeit Ḫattušilis III. höchster Vertreter Aḫḫijawaa in Millawanda/Milawata, gehört aber auch schon im Manapa-Tarḫunta-Brief zu den handelnden Personen und unterstützte anti-hethitische Aktionen des Pijamaradu. Der Nachfolger Atpas hätte demnach einen dramatischen Kurswechsel vollzogen, indem er den Eid auf den hethitischen Großkönig geschworen hatte. Bryce erwog, dass der Sohn des Atpa entweder regulär, oder, was Bryce für wahrscheinlicher hielt, durch Sturz seines Vaters an die Macht gelangte. Die Machtergreifung könnte demnach eine Reaktion auf eine militärische Intervention der Hethiter gewesen sein. Nachdem diese die Grenzen des Gebiets von Milawata überschritten hätten, habe Atpas Sohn – nach eventueller vorheriger Entmachtung seines Vaters – beigegeben und angeboten, Vasall des hethitischen Großkönigs zu werden. Der Vater des Empfängers – sei es nun tatsächlich Atpa oder ein diesem nachfolgender Statthalter Aḫḫijawas – hätte demnach Atrija und Utima angegriffen. Von Atrija ist bekannt, dass Aḫḫijawa und/oder Milawata Interessen verfolgten, denn im Tawagalawa-Brief betont der hethitische Großkönig gegenüber dem Herrscher Aḫḫijawas ausdrücklich, dass er die Stadt verschonte, als er alle übrigen Festungen in der Region von Ijalanda zerstörte, „aus Rücksicht auf“ entweder Millawanda oder Aḫḫijawa oder einen bestehenden Vertrag (der Text hat hier eine Lücke und es ist unsicher, wie die Ergänzung erfolgen muss).
Arwana und Pinali werden zwar im Tawagalawa-Brief nicht erwähnt, wohl aber, dass Pijamaradu, offenbar mit zumindest Billigung durch seinen Schwiegersohn Atpa, die Lukka-Ländern überfiel und dabei das regionale Zentrum Attarimma zerstörte. Daraus und aus der Angabe im Tawagalawa-Brief, dass die Bewohner der Lukka-Länder nach der Zerstörung Attarimmas den hethitischen Großkönig um Hilfe riefen, wie sie auch – nach neuerer Auslegung – zu einem früheren Zeitpunkt den Tawagalawa zu Hilfe riefen, kann man Interessen Aḫḫijawas und Milawatas an einigen (eventuell küstennahen) Regionen der Lukka-Länder ableiten.
John David Hawkins verweist allerdings mehrmals darauf, dass es keinerlei Anhaltspunkt für einen König von Milawanda gäbe, der Adressat des Briefs aber mit „Mein Sohn“ angeredet wird, was auf eine königliche Stellung des Empfängers hinweise. Die einzigen bezeugten lokalen Könige seien die Herrscher in den westkleinasiatischen Arzawa-Nachfolgestaaten gewesen.

#### Tarkasnawa von Mira
1998 veröffentlichte John David Hawkins seine Entzifferung der luwischen Hieroglyphen auf dem Felsreliefs A von Karabel. Er stellte dabei fest, dass der sich dort bildlich als Krieger verewigende Herrscher Tarkasnawa hieß, der laut Inschrift König von Mira war. Dieser Name begegnet auch auf dem lange bekannten, silbernen und zunächst falsch gelesenen Tarkondemos-Siegel und auf zwei Siegelabdrücken, die in unbekannten Fundkontexten in Ḫattuša ans Licht kamen. Nach Hawkins Lesung der weiteren Zeilen, die, wie er allerdings selbst betont, unsicher sei, war er Sohn des Alantalli und demnach Enkel des Kupanta-Kurunta, wobei der Name des Großvaters nicht erhalten ist und historisch erschlossen wurde. Demnach hätte Tarkašnawa frühestens zur Zeit Tudḫalijas IV. regiert, da Alantalli ja noch zu Beginn der Herrschaft Tudḫalijas bezeugt ist. Über Alantalli sind nur sehr spärliche Informationen aus den bisher bekannten hethitischen Quellen zu gewinnen. Anzumerken ist, dass Hawkins nur die Endsilbe „LI“ (vorangestellt ist ein „AVIS“, eine Hieroglyphe in Form eines Vogels, deren Lautwert unbekannt ist) mit Vorbehalten entziffern konnte. Die wenigen hethitischen Dokumente, die den Namen Alantalli erwähnen, bezeugen zudem zwei verschiedene, klar zu unterscheidende Personen mit diesem Namen. Die wenigen Texte, die Alantalli von Mira sicher erwähnen, geben keinen Anhaltspunkt, ob er tatsächlich, wie Tudḫalija über den Vater des Empfängers schreibt, für viele unglückliche Affairen hauptverantwortlich war, fremde Städte angegriffen hat und dem Großkönig immer nur Unglück wünschte. Eine Identifizierung mit Alantalli ist daher nach Gander „highly tentative“.
Die Tatsache, dass sich Tarkasnawa auf einem Felsrelief darstellen und auch Siegel mit seinem Namen anfertigen ließ, deutet laut Hawkins auf eine hervorgehobene Stellung hin, da beides für einen einfachen Vasallenherrscher damals unüblich war. Weder die Siegel(abdrücke) noch das Felsrelief selbst sind jedoch genauer datierbar. Mehrere Äußerungen Heinhold-Krahmers, das Felsrelief A datiere ins 13. oder 12. Jahrhundert kritisiert Hawkins, da er doch die Endsilbe „li“ des Namens des Vaters entziffern konnte.
Hawkins schloss ferner, dass das Felsrelief die Grenze zwischen Mira und Šeḫa markierte, wobei Mira südlich und Šeḫa nördlich des Karabel zu lokalisieren sei. Dies wurde von der Forschung weithin akzeptiert. Demnach muss Mira, zumindest im fraglichen Zeitraum das vermutliche einstige Kerngebiet Arzawas, inklusive des Mäandertals umfasst haben, es erstreckte sich im Süden also bis in die Nähe Milawatas und grenzte offenbar an das zu Milawata gehörige Gebiet an. Dies macht Tarkasnawa von Mira als Empfänger des Briefs wesentlich wahrscheinlicher als z. B. einen zeitgleichen Herrscher des Šeḫa-Flusslands, da es nördlich an Mira anschloss, also weit entfernt von Millawanda und dem im südlichen Karien gelegenen Atrija. Da Hawkins auch der Lesung des Verbs in § 8, Zeile 45 Hoffners (DU, s. o.) folgt, gelangte er zu dem Schluss, dass Tarkasnawa der Empfänger des Milawata-Briefs sei, sich Walmu von Wiluša bei ihm aufgehalten habe und Tarkasnawa offenbar einen Teil des Gebiets von Milawata zugesprochen bekam, nachdem Milawata unterworfen worden war.
Tarkanaswa wird seit der Veröffentlichung Hawkins von einigen bekannten Altorientalisten als Empfänger für am wahrscheinlichsten gehalten.
Aus dem Brief geht hervor, dass der Großkönig dem Empfänger Geiseln aus Awarna und Pinali, beide im Xanthostal, also weit entfernt von den Grenzen Miras, gelegen, zum Austausch angeboten hat. Diether Schürr hält es deshalb für „sehr fraglich“, dass der Empfänger der Herrscher von Mira ist.

#### Andere Zuweisungen
Emil Forrer vertrat bei seiner Erstbearbeitung des Briefs die Meinung, der Empfänger sei Tawagalawa gewesen, Bruder des Empfängers des Tawagalawa-Briefs. Dies wurde schon von Sommer kritisiert und als wenig wahrscheinlich erachtet. Da heutzutage der Tawagalawabrief an wesentlichen Stellen, auch bzgl. der Rolle Tawagalawas, anders interpretiert wird und der Milawata-Brief jünger ist als der Tawagalawabrief, wird diese These nicht mehr vertreten.
Itamar Singer schlug einen Vasallenkönig des Šeḫa-Flusslands zur Zeit Tudhalijas IV. vor, Nachkomme Muwawalwis, den der Großkönig anstelle von Tarḫunnaradu als Vasallenherrscher einsetzte, der gegen das Hethiterreich rebellierte, wie aus einem hethitischen Dokument (CTH211.4) hervorgeht. Singer verwarf diese These später aber offenbar, nachdem die Lage des Šeḫa-Flusslands (nördlich an Mira anschließend) heute besser bekannt ist als zum Zeitpunkt der Veröffentlichung Singer. Da Milawata weit vom Šeḫa-Flussland entfernt lag und nicht an dieses angrenzte, wird die These heute nicht mehr vertreten.
Eine Mindermeinung vertritt der Altorientalist Gerd Steiner, der als Empfänger einen Herrscher von Aḫḫijawa für möglich hält, Nachfolger des Adressaten des Tawagalawa-Briefs und auch Sohn oder Enkel des Mašḫuitta, der in die Zeit von Ḫattušili III. regiert habe und ebenfalls ein „Großkönig“ Aḫḫijawas gewesen sei. Steiner hält Aḫḫijawa als mittlerweile offenbar einziger namhafter Wissenschaftler für ein anatolisches Reich im Südwesten Kleinasiens und lehnt eine Verbindung mit dem mykenischen Griechenland ab. Auch Steiner hält es für wahrscheinlich, dass der Brief von Tudḫalija IV. stammt. Wie dem Entwurf des Šaušgamuwa-Vertrags (CTH 105, s. o.) zu entnehmen, sei nun der Herrscher von Aḫḫijawa nicht mehr als (gleichrangiger) Großkönig angesehen worden, was sich auch an der Anrede „Mein Sohn“ zeige. Andererseits deute unter anderem die Aussage Tudḫalijas IV. im Milawata-Brief gegenüber dem Empfänger: „ich behandelte Dich wie einen Bruder“ (§ 2, Z. 10) darauf hin, dass das Herrschaftsgebiet des Adressaten weiterhin unabhängig vom Hethiterreich gewesen sein muss.

## Interpretation und Bedeutung des Textes
Die Interpretation des Textes und historische Schlussfolgerungen daraus sind teilweise auch davon abhängig, wer der mutmaßliche Empfänger war. Unstrittig ist, dass Walmu ein König von Wiluša war und gestürzt wurde, der hethitische Großkönig ihn aber wieder als Vasallen einsetzen wollte. Außerdem ergibt sich aus den erhaltenen Textfragmenten, dass Milawata offenbar unter hethitische Herrschaft gelangte, von Pijamaradu in der Vergangenheitsform die Rede ist und es in dem Brief auch um den Austausch von Geiseln geht, die der Vater des Empfängers aus Atrija und Utimna verschleppt hatte und deren Übergabe Tudḫalija IV. im Austausch gegen Geiseln aus Awarna und Pinali fordert. Unstrittig ist auch, dass der nicht namentlich genannte Vater des Empfängers mehrmals gegen die Interessen des Großkönigs handelte. Im Folgenden werden die wesentlichen – sowohl unstrittigen aber auch teils strittigen – Punkte behandelt.
Vorausgesetzt wird dabei, dass Aḫḫijawa mit dem mykenischen Griechenland zu verbinden ist, was mittlerweile bei Althistorikern, Altphilologen, klassischen Archäologen aber auch Altorientalisten fast Konsens ist; lediglich der Altorientalist Gerd Steiner lehnt diese Gleichsetzung, laut Beckman, Bryce und Cline, als einziger namhafter Forscher weiterhin ab.

### Walmu von Wiluša
Dem Milawatabrief ist zu entnehmen, dass Wiluša weiterhin Vasall des Hethiterreichs war. Mit Walmu ist seit der Verbindung der Fragmente durch Hoffner nun ein weiterer König Wilušas und ein Nachfolger Alaksandus bekannt geworden. Zur umstrittenen Lage Wilušas enthält der Brief keine direkten Informationen. Dass Walmu nach stark vorherrschender Meinung entweder nach Mira oder nach Milawata flieht, stützt die Meinung, dass Wilusa in der Troas zu verorten ist, nicht. Allerdings müsse Walmu nicht unbedingt in einer Region Zuflucht gesucht haben, die an Wilusa grenzt, wie Hawkins meint. Wie und aus welchen Gründen es zum Sturz Walmus kam, ist dem Brief nicht zu entnehmen, da die vorangegangenen Zeilen nicht erhalten sind. Folglich sind keine Aussagen möglich, ob bei dem Umsturz eventuell Aḫḫijawa noch seine Finger im Spiel hatte, das bzgl. Wiluša im 13. Jahrhundert v. Chr. eigene Interessen verfolgte und dabei mindestens einmal mit den Hethitern in Konflikt geriet, wie dem Tawagalawa-Brief zu entnehmen ist. Möglicherweise hat bereits zur Zeit Muwatallis II. Pijamaradu Wiluša überfallen, wie oft aus dem Manapa-Tarhunta-Brief geschlossen wird.
Von Interesse ist auch die Nachricht, dass der König von Wiluša nicht nur weiterhin Vasall des Hethiterreichs war, sondern kulawaniš-Vasall sowohl des Großkönigs als auch des Empfängers des Briefs. Allerdings ist die Bedeutung des Hapax legomenon „kulawanis“ unklar. Von denjenigen, die Tarkasnawa als Empfänger ansehen, wird Kulawanis-Vasall teilweise als „militärischer Vasall“ übersetzt, aber auch Schürr, der einen König von Mira als Empfänger ablehnt, favorisiert diese Übersetzung. Dabei bezieht sich etwa Hawkins auf die haplologische Herleitung aus „*kulanawan(n)i“, Luwisch: ku(wa)lana = „Armee“, die in Bezug auf die Passage im Milawata-Brief von Puhvel vertreten wurde. Gerd Steiner dagegen übersetzt kulawanis als „neutraler (Vasall)“. Sommer hatte 1932 „kulawanis-Vasall“ mit „Untervasall“ übersetzt, allerdings zwei Fragezeichen zwischen „Unter“ und „Vasall“.

### Schwäche Aḫḫijawas und Wechsel der Herrschaft über Milawata
Der Brief enthält indirekt die Nachricht, dass Milawata, noch zu Zeiten des Tawagalawa-Briefs um die Mitte des 13. Jahrhunderts von Aḫḫijawa beherrscht, nun unter hethitische Vorherrschaft geraten war – unabhängig von der Verortung des Empfängers. Auch wenn der Empfänger in Milawata saß, wäre er nunmehr Untergebener des hethitischen Großkönigs gewesen, wie aus dem Verhältnis zwischen Verfasser und Adressaten im Brief deutlich wird. Darüber, dass Aḫḫijawa die Vorherrschaft über Milawata verlor, herrscht in der Forschung größtenteils Einigkeit, nur Hoffner meint – ohne dies freilich näher zu begründen – dem Brief könne man entnehmen, dass Millawanda nie unter hethitische Vorherrschaft geraten sei, auch wenn es Opfer von Überfällen von Tudḫalija IV. und Tarkasnawa von Mira gewesen sei.
Die Tatsache, dass die Grenzen Milawatas entweder neu definiert oder das Gebiet aufgeteilt wurde, hat zu der Annahme geführt, dass Tudḫalija IV., im Zusammenhang mit seinem Feldzug, mit dem er einen Aufstand des Arzawa-Nachfolgestatts Šeḫa niederschlug, auch ein für allemal Aḫḫijawa aus Kleinasien vertrieben haben könnte. Direkte Belege für einen Feldzug gegen Milawata gibt es bisher aber nicht. Auch waren Tudḫalijas Vorgänger stets bemüht, Probleme mit Aḫḫijawa auf diplomatischem Weg zu lösen, wie vor allem der Tawagalawa-Brief zeigt. Als bedeutsam wird auch angesehen, dass es in den erhaltenen Teilen des Texts keinen Hinweis mehr auf Aḫḫijawa gibt. Es ist daher wahrscheinlich, dass Tudḫalija, falls er Milawata angriff und eroberte, den Ambitionen des Staates Aḫḫijawa, der sich womöglich in einer Krise im Mutterland befand, einen Schlag versetzt hat, der diesen endgültig aus Anatolien vertrieb.
Im § 13 eines Entwurfs des Šaušgamuwa-Vertrags wurde aus der Liste der als gleichrangig erachteten Großkönige der „Großkönig“ von Aḫḫijawa durch einen horizontalen Strich nachträglich entfernt, so als hätte der aḫḫijawische Herrscher seinen Status als Großkönig (aus Sicht der Hethiter) kurz vor Abfassung des Dokuments verloren. U. a. Bryce hält für möglich, dass diese Streichung im Zusammenhang mit einer Eroberung Millawandas stehen könnte und damit dem Ende des Einflusses von Aḫḫijawa auf Anatolien, so dass Aḫḫijawa, zumindest aus der Perspektive des Hethiterreichs, bedeutungslos wurde.

### Aufstieg des Königs von Mira?
Folgt man der Annahme, Tarkasnawa sei Empfänger des Briefs gewesen, bestünde ein wichtiger Aspekt, der von den Vertretern dieser These betont wird, in dem Status, den der König von Mira zum Zeitpunkt des Briefes erlangt habe: von einem einfachen Vasallen unter mehreren gleichgestellten Vasallen in Westanatolien, wie es die Herrscher von Mira bis dahin waren, wäre er zum Hauptvertreter der Nachfolgestaaten des ehemaligen Arzawareichs aufgestiegen – eine Rolle, die ein Novum in der Verwaltung des Hethiterreichs darstellen würde, da eine vergleichbare Organisation in Randgebieten des Hethiterreichs bisher nicht nachgewiesen ist. Deutlich werde dies dadurch, dass der König von Wilusa nun nicht mehr nur der Vasall des hethitischen Großkönigs gewesen sei, sondern auch Tarkasnawas. Zuvor waren die Vasallen im westlichen Anatolien gleichgestellt. Wie Beckman et al. annehmen, scheint eine solche Reorganisation von den wachsenden Schwierigkeiten der Hethiter diktiert worden zu sein, die Kontrolle über die westanatolischen Gebiete aufrechtzuerhalten. Von diesem Moment an wäre demnach Mira in die Rolle des primären Ansprechpartners der ehemaligen Arzawa-Gebiete für die Hethiter geschlüpft, wobei außer dem König von Wiluša vermutlich auch andere westanatolische Vasallen der Hethiter, wie z. B. Šeha, nun auch zu Vasallen von Tarkasnawa geworden wären. Allerdings ist die Bedeutung von kulawanis nicht ganz geklärt und strittig (s. o.)
Für ein Wachsen der Bedeutung des Königs von Mira spricht nach Meinung der Verfechter dieser These, dass Tarkasnawa in den folgenden Jahren sein eigenes persönliches Siegel verwendet und sein Bild und die Namen seiner Ahnen, ähnlich denen großer Herrscher, aber für einen Vasallen ungewöhnlich, auf dem Felsrelief A von Karabel verewigen lässt. Der Ton von Tudḫalija IV. wird als sehr nachgiebig interpretiert: Er erinnert an moralische Verpflichtungen und Fragen und drängt nicht. Beckman et al. und Bryce schließen daraus sogar, dass Tudḫalija dem Empfänger nicht traut. Dann würde sich aber die Frage stellen, weshalb der Großkönig, jemanden, dem er nicht vertraute, nicht nur als Nachfolger dessen (abtrünnigen) Vaters als Vasall ernennt, sondern ihn zusätzlich mit so weitreichenden Befugnissen ausstattete.
Der teilweise als Grund für die Erhöhung des Herrschers von Mira angenommenen schwindenden hethitischen Kontrolle über die westanatolischen Gebiete steht entgegen, dass Tudhalija IV. die Rebellion des Tarḫunnaradu von Šeḫa offenbar ohne große Mühe niederschlug. Außerdem bestritt Tudḫalija einen offenbar erfolgreichen Feldzug gegen die Lukka-Länder, der in der Yalburt-Inschrift ausführlich beschrieben wird. Zudem wäre er militärisch gegen den rebellischen Vater Tarkasnawas vorgegangen und hätte auch Milawata unterworfen. Eine zeitliche Ansetzung des Aufstiegs des Königs von Mira deutlich nach der Niederschlagung der Rebellion Tarhunnaradus würde aber chronologische Probleme mit sich bringen, vor allem wegen der Datierung des Šaušgamuwa-Vertrags um ca. 1230 v. Chr. Die nachträgliche Streichung des Herrschers von Aḫḫijawa deutet nach vorherrschender Meinung darauf hin, dass Aḫḫijawa – zumindest aus hethitischer Perspektive – kurz zuvor massiv an Bedeutung verloren hatte und womöglich auch schon seine Stützpunkte (inklusive Millawanda/Milet, womöglich auch Iasos) in Kleinasien einbüßte.

### Archäologische Befunde
Die Ausgrabungen der bronzezeitlichen Schichten Milets unter der Leitung von Wolf-Dietrich Niemeier in den 1990ern und 2000ern, ergaben, dass die Siedlung ab dem frühen 2. Jahrtausend v. Chr. stark minoisch und ab dem späten 15. Jahrhundert v. Chr. (Milet V) stark mykenisch geprägt war. So ist z. B. ein Großteil der in Milet V (spätes 15. bis spätes 14. Jahrhundert v. Chr.) gefundenen Keramik bzgl. Formen und Bemalungsstil mykenisch oder mykenisierend (= im Stil mykenisch, aber vor Ort hergestellt). Zudem zeigt auch die Architektur starke mykenische Elemente. Auch nachdem Milet V im späten 14. Jahrhundert v. Chr. einer schweren Brandkatastrophe zum Opfer gefallen, jedoch rasch wiederaufgebaut worden war, dominieren im 13. Jahrhundert lange Zeit ganz eindeutig mykenische Elemente, während (west-)kleinasiatische seltener sind. Unter anderem auch wegen der vielen mykenischen Funde wird die Stadt mittlerweile von der ganz überwiegenden Mehrzahl der Forscher mit Milawata/Millawanda gleichgesetzt. Ab dem späten 13. Jahrhundert v. Chr. sind jedoch mehr eindeutig anatolische Elemente fassbar: die Reste der im späten 13. Jahrhundert v. Chr. errichteten Wehrmauer zeigen stärkere Parallelen zu hethitischen Stadtmauern (Kastenbauweise) als zu denen des griechischen Festlands (z. B. Tiryns, Mykene oder Athen). Ferner treten in der Nekropole des 13. Jahrhunderts v. Chr. auch Schwerter hethitischen Typus' als Grabbeigaben auf. Das Fragment eines mykenischen Kraters aus der Zeit um 1200 v. Chr. zeigt eine Hörnerkrone sowie den Rest eines Vogels, ähnlich angeordnet wie z. B. von kleinasiatischen Felsreliefs bekannt. Diese Befunde zeigen laut Niemeier einen „Machtwechsel“ im späten 13. Jahrhundert an, der dazu führte, dass der mykenische Einfluss auf Millawanda/Milet damals nachließ, dafür anatolische Einflüsse zunahmen. Er setzt diese Befunde mit den Aussagen zur Stadt im Milawata-Brief in Verbindung. Dabei spielt es nach Niemeier keine Rolle, ob der Empfänger des Briefs in Mira oder Milawata saß und inzwischen hethitisch gewordener Vasall war, wobei er zu letzter Möglichkeit tendiert.
In Milet herrschten auch im 12. Jahrhundert noch mykenische Elemente vor, insbesondere offenbaren milesische Tongefäße die enge Verbindungen zur Keramik auf Kos, den Inseln des Dodekanes und dem kleinasiatischen Iasos. Dieser lokale Keramikstil wurde von Penelope A. Mountjoy einer ostägäisch-westanatolischen koine zugerechnet, zu deren engem Kreis bis ca. 1200 v. Chr. auch noch Rhodos zählte, dessen Keramikstile im 12. Jahrhundert v. Chr. jedoch eigene Entwicklungen nahmen. Auch Mario Benzis Untersuchungen der Funde im südöstlichen Ägaisraum ergeben laut seinen Publikationen relativ einheitliche Keramikstile für Kos, Astypalea, Kalymnos. Iasos, Müskebi (beim späteren Halikarnassos) und Milet, im 13. Jahrhundert auch Rhodos, bis in die fortgeschrittene SH III C-Periode (spätes 12. Jahrhundert v. Chr.). Obwohl auch anatolische Elemente in den Funden deutlich fassbar sind, deuten die Befunde nicht auf einen einschneidenden Bevölkerungswechsel im späten 13. Jahrhundert oder im 12. Jahrhundert hin.
Nach stark vorherrschender Meinung lag das Zentrum Aḫḫijawas auf dem griechischen Festland, wobei vor allem Mykene und Theben vertreten werden. Mykene wurde in der Spätphase von SH III B1 (um oder kurz nach Mitte des 13. Jahrhunderts v. Chr.) zerstört. Gemäß 2015 veröffentlichten Untersuchungen der Ausgräber und Seismologen wurden starke Hinweise entdeckt, nach denen ein Erdbeben die Ursache war. Die Stadt wurde aber rasch wieder aufgebaut und die Befestigungsanlagen in den folgenden Jahrzehnten erheblich ausgebaut. Die Kadmeia von Theben wurde durch eine schwere Brandkatastrophe wahrscheinlich am Ende von SH III B1 (ca. 1240/25 v. Chr.) zerstört. Die Befunde an ausgegrabenen verschiedenen Teilen des mykenischen Palasts sind jedoch teilweise widersprüchlich und schwierig zu interpretieren, für die Datierung wichtige Keramikfunde aus den 1960ern wurden nie publiziert. Ob diese Zerstörung durch Feindangriff oder durch ein Erdbeben verursacht wurde, scheint nicht zweifelsfrei geklärt zu sein. Wahrscheinlich wurden Teile des Palastes nicht wieder aufgebaut. Eine Palastverwaltung hat es aber bis zu einer weiteren Zerstörung, die sich entweder ca. 1200 v. Chr. oder etwa 1190/80 v. Chr. ereignete, bestanden, wie Linear-B-Tafeln zeigen, die auch in Schichten der späteren Zerstörung entdeckt wurde. Da die moderne Stadt direkt über dem mykenischen Palast liegt, sind Ausgrabungen immer nur in sehr begrenztem Umfang möglich, was die Interpretation der Befunde erschwert. Zudem ist ein Teil der Ausgrabungen nie abschließend publiziert worden. Ungefähr zeitgleich mit der Zerstörung Thebens wurde um 1230 v. Chr. die Festung Gla am Kopaïssee verlassen und auch Orchomenos verlor an Bedeutung. Die bisherigen Befunde deuten jedenfalls darauf hin, dass es in Böotien um ca. 1230 v. Chr. eine Welle der Zerstörungen gab.

## Datierung des Briefs und der darin geschilderten Ereignisse
Wann genau der Brief während der relativ langen Regierungszeit Tudhalijas IV. entstand, ist unsicher. Aufgrund der lückenhaften Quellenlage bzgl. der Entwicklungen im westlichen Anatolien während seiner Regierungszeit sind einige Ereignisse und Personen, die im Brief erwähnt werden, in keinen anderen Quellen (sicher) fassbar und daher nicht datierbar.
John David Hawkins datiert den Herrschaftsbeginn Tarkasnawas von Mira, den er für den Empfänger des Briefs hält, in die späte Regierungszeit Tudḫalijas IV. Dem folgt offenbar Hoffner, der die Vermutung Hawkins indirekt zitiert und dabei zwischen 1215 und 1210 v. Chr. als Datum angibt, obwohl Hawkins keine konkreten Daten nennt.
Als Indiz für eine Schwäche Aḫḫijawas, die den Hethitern Gelegenheit gab, Milawata entweder zu erobern oder durch die Drohung damit den höchsten Amtsträger Milawata zu bewegen, hethitischer Vasall zu werden, wird von einigen Autoren der Šaušgamuwa-Vertrag (CTH 105) angeführt. Dieser Entwurf eines Vertrags Tudḫalijas IV. mit Šaušgamuwa, dem König des hethitischen Vasallenstatts Amurru, enthält eine Liste der vom hethitischen Herrscher als gleichrangig angesehenen „Großkönige“ anderer damaliger Großmächte. Jedoch wurde der – neben den Herrschern von Ägypten, Babylonien und Assyrien aufgeführte – Herrscher von Aḫḫijawa nachträglich durchgestrichen (§ 13, Z. 3). Daraus wird abgeleitet, dass zu dieser Zeit Aḫḫijawa, zumindest aus hethitischer Perspektive, stark an Bedeutung eingebüßt und vermutlich bereits die unter seiner Kontrolle stehenden Gebiete in Westkleinasien verloren hatte. Der Vertrag datiert ziemlich sicher vor die Eroberung Babylons durch den assyrischen Herrscher Tukulti-Ninurta I. um 1225/23 v. Chr., da sonst der babylonische König nicht in der Liste erwähnt oder ebenfalls aus dieser gestrichen worden wäre. Zudem ist in dem Vertrag davon die Rede, dass der assyrische Herrscher feindlich geworden sei und es mit ihm militärische Konflikte gäbe, weshalb der Vertrag u. a. ein Handelsembargo seitens Amurru gegen Assyrien bezweckte. Spannungen zwischen Hethitern und Assyrien gab es zu Beginn der Regierungszeiten von Tudḫaliya IV. und Tukulti-Ninurta I. (amtierte ca. 1243/33–1207/1197 v. Chr.), die in der Schlacht von Niḫrija gipfelten. Danach wandte sich Tukulti-Ninurta der Eroberung Babylons zu und widmete sich anschließend seinen Bauvorhaben, insbesondere in seiner neuen Hauptstadt Kar-Tukulti-Ninurta. Folglich wird der Šaušgamuwa-Vertrag in die Zeit zwischen dem Regierungsantritt Tukulti-Ninurtas (ca. 1234 v. Chr.) und der Eroberung Babylons datiert. Die o. g. Annahme zugrunde legend, dass die Streichung des Herrschers von Aḫḫijawa erfolgte, weil seine Stützpunkte in Kleinasien nun unter hethitischer Kontrolle waren, hätte eine Schwächung Aḫḫijawas vor ca. 1225 v. Chr. begonnen und auch Milawata wäre vor diesem Datum unter hethitische Kontrolle geraten. Der Milawata-Brief müsste demnach ebenfalls in der ersten Hälfte der Herrschaft Tudḫaliyas IV. verfasst worden sein.
Daher vertritt u. a. Van den Hout die Ansicht, dass der Šaušgamuwa-Vertrag zwischen 1233 und 1223 v. Chr. (sein postuliertes Datum für die Eroberung Babylons) datieren muss. In ungefähr die gleiche Zeit wird der Vertrag auch von zahlreichen anderen Autoren datiert Folglich wäre es durchaus möglich, dass auch der Milawatabrief – entgegen der Annahmen von Hawkins und Hoffner s. o. – vor 1220 v. Chr. verfasst wurde.
Die Eroberung Babylons und den Šaušgamuwa-Vertrag führt auch Edith Porada an, die die wahrscheinlich am Ende von SH III B1 erfolgte Zerstörung Thebens anhand einer in den 1960ern im Palast entdeckten Rollsiegelsammlung zu datieren versuchte, die auch viele kassitische Stücke enthielt. Sie kommt dabei aufgrund stilistischer Merkmale zu dem Schluss, dass diese aus dem Marduk-Tempel in Babylon stammen, den Tukulti-Ninurta I. bei der Eroberung der Stadt geplündert hatte. Demnach sei Theben erst einige Jahre nach der Eroberung Babylons zerstört worden, also 1220 v. Chr. oder wenig später. Ihrer Datierung folgten, obwohl die datierbaren Keramikbeifunde dem entgegenzustehen scheinen (s. o.), einige Archäologen, die sich mit dem mykenische Theben intensiv befassen, wie z. B. Vassilis L. Aravantinos. Porada erwähnt den Šaušgamuwa-Vertrag auch, um damit eine Verbindung zwischen den Herrschern von Assyrien und Aḥḥijawa (dessen Zentrum sie in Theben annimmt) zu belegen, ohne dabei jedoch auf die – ihren Annahmen widersprechende – Datierung des Briefs einzugehen. Aus vor allem stilistischen Gründen lehnt u. a. Konstantinos Kopanias die Datierungen Poradas ab, der meint, dass die Rollsiegel bereits zur Zeit des Burna-buriaš II. nach Theben kamen.
Zusammenfassend lässt sich festhalten, dass der Milawatabrief eher vor der Eroberung Babylons (um 1225/23 v. Chr.) durch Tukulti-Ninurta I. verfasst wurde als danach. Dies würde für ein Entstehungsdatum um ca. 1230/25 v. Chr. sprechen, also kurz nach der Zerstörung Thebens – vielleicht auch Mykenes –, durch die ein mykenisches Reich empfindlich geschwächt gewesen sein könnte.